# Rudolf Helgesson
Rudolf Leonard Helgesson, född 28 april 1884 på Vålön i Varnums församling i Värmland, död 12 maj 1969 i Stimmerbo utanför Morgårdshammar i Norrbärke församling i Smedjebackens kommun, var en svensk konstnär, fiskare och kaféägare i Örebro.
Han var till yrket fiskare men målade tavlor på lediga stunder. Hans konst uppmärksammades av rådman Dufvander i Kristinehamn som uppmanade honom att söka sig till någon målarskola. Han sökte sig till Konstakademin i Stockholm men tvingades avbryta studierna efter ett halvår på grund av sjukdom. Han återvände till Kristinehamn och bosatte sig vid Ryssebo där han fortsatte med fisket och måleriet. Senare flyttade han till Örebro där han drev ett kafé.